# Campo da Rua Voluntários da Pátria
Campo da Rua Voluntários da Pátria foi o primeiro campo de jogo do Botafogo de Futebol e Regatas, então apenas Botafogo Football Club, no bairro que o clube carrega no nome.

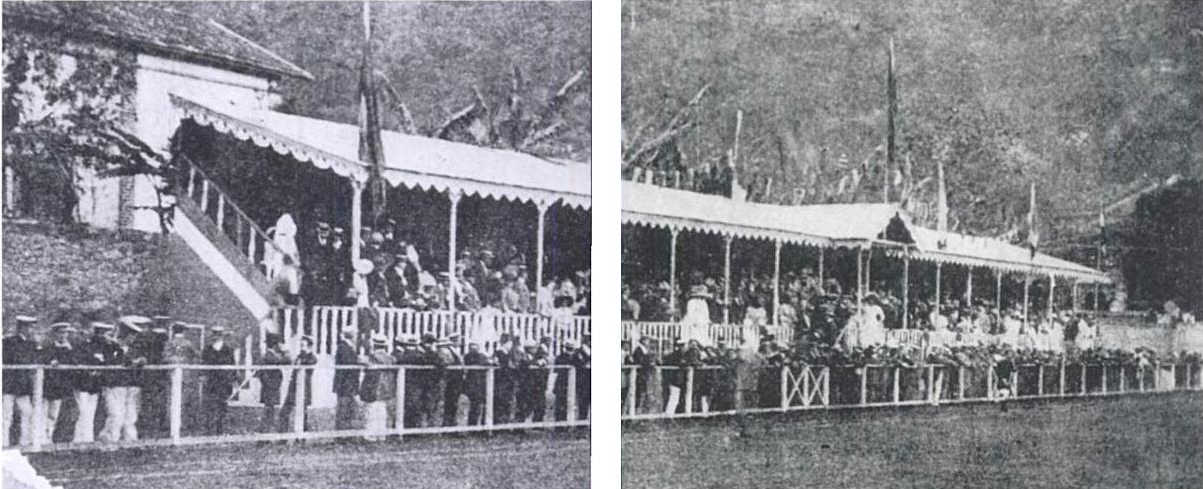
Campo da Rua Voluntários da Pátria em 1909

## História
O campo foi construído em 1908, com uma pequena tribuna de madeira para acomodar o público, localizado onde se encontra atualmente o hortomercado da Cobal.
Sua inauguração se deu na vitória do America sobre o Riachuelo por 6 a 0 em 10 de maio de 1908.
A primeira partida do Botafogo se deu em 31 de maio de 1908, na vitória sobre o mesmo Riachuelo, por 5 a 0.
Foi em seu primeiro campo que o Botafogo disputou as partidas que lhe concederam os seus dois  primeiros títulos estaduais, em 1907 e 1910, e onde aplicou a sua maior goleada, de 24 a 0 sobre o Mangueira.
Em 1912, com o Botafogo passando por séria crise financeira, o proprietário do terreno onde se localizava o campo, resolveu vendê-lo para a Prefeitura do Rio de Janeiro, que mais tarde abriu ali a Rua General Dionísio.

## Retrospecto do Botafogo
- Jogos: 39
- Vitórias: 26
- Empates: 8
- Derrotas: 5
- Gols pró: 161
- Gols contra: 51